# Louis Alibert

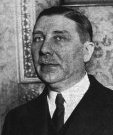
Louis Alibert

Louis Alibert (* 12. Oktober 1884 in Bram, Aude; † 16. April 1959 in Montpellier) war ein französischer Romanist und Okzitanist.

## Leben und Werk
Alibert war von 1912 bis 1942 Apotheker in Montréal d’Aude, hatte aber auch bei Joseph Anglade Provenzalistik studiert. Nach Teilnahme am Ersten Weltkrieg und Verwundung schloss er sich der Action française und dem Félibrige an und engagierte sich in der Sprachbeschreibung und der Sprachplanung des Okzitanischen und Languedokischen mit bedeutenden Beiträgen. Von Pétains Vichy-Regime erhoffte er sich eine entscheidende Aufwertung und Förderung der okzitanischen Sprache und Kultur. Nach der Befreiung Frankreichs wurde er zu fünf Jahren Gefängnis verurteilt unter Aberkennung der öffentlichen Ehrenrechte auf Lebzeiten.

## Werke
- Le lengadoucian literari, Toulouse 1923
- Gramatica Occitana segon los parlars lengadocians, 2 Bde., Toulouse 1935–1937 (gedruckt in Barcelona); 2. Auflage in einem Band, Montpellier 1976, 2000 (enthält die Kapitel: Graphie, Phonetik, Morphologie, Syntax, Wortbildung, Orthographiewörterbuch)
- (Hrsg. mit René Nelli) Les Troubadours de l'Aude, in: Pyrénées 2, 1941, S. 116–210
- (mit René Nelli) VII troubadours des pays d'Aude : Guillem de Durfort, Guillem Fabre, Bernat Alanhan, Berengier de Poivert, Mir Bernart, Bernart de Rouvenac, anonyme, Carcassonne 1948
- Dictionnaire occitan-français d’après les parlers languedociens, Toulouse 1965, Neuauflage 1977, 6. Auflage 1997 (703 Seiten)
- Proverbes de l'Aude, classés et mis en orthographe occitane par Raymond Chabbert, Andouque 1998